# 조조 (당)
조조(趙朓, 생몰년 미상)는 오대십국을 통일한 조광윤의 고조부로 생전 당나라의 관리였다. 영청(永清), 문안(文安), 유도(幽都)의 현령을 역임했으며 960년 조광윤이 북송을 건국하자 그의 고조부인 조조도 묘호 희조(僖祖), 시호 문헌황제(文獻皇帝)로 추존되었다.
그리고 1017년 북송 진종이 시호를 덧붙여 문헌예화황제(文獻睿和皇帝), 북송 휘종이 1107년 시호를 16자로 늘려 총 입도조기적덕기공의문헌무예화지효황제(立道肇基積德起功懿文憲武睿和至孝皇帝)로 개정되었다. 능호는 흠릉(欽陵)이다.